# South African National Parks
South African National Parks (SANParks) is de organisatie die verantwoordelijk is voor het beheer van de nationale parken van Zuid-Afrika. De organisatie werd opgericht in 1926 en beheert op dit moment 20 parken van in totaal 37.511,13 km² (meer dan 3% van het totale landoppervlak van Zuid-Afrika).
Veel parken bieden een verscheidenheid aan accommodaties. Het bekendste park is het nationaal park Kruger, dat ook het oudste (uitgeroepen in 1898) en het grootste is, met bijna 2.000.000 hectare (20.000 km²). Nationaal park Kruger en nationaal park Tafelberg zijn twee van de meest bezochte toeristische attracties van Zuid-Afrika.
Naast de nationale parken zijn er ook andere beschermde parken, zoals wild- en natuurreservaten, zie ook de lijst van parken en reservaten in Zuid-Afrika.

Locatie van de nationale parken in Zuid-Afrika

## Lijst van nationale parken beheerd door SANParks
De volgende parken zijn aangewezen als nationale parken van Zuid-Afrika:
| Nationaal park | Provincie             | Opgericht                                   | Oppervlakte                       | Afbeelding |
| --- | --------------------- | ------------------------------------------- | --------------------------------- | ---------- |
| Nationaal park Addo Elephant                                                                                                  | Oost-Kaap             | 1931                                        | 1.642 km²                         |            |
| Nationaal park Agulhas | West-Kaap             | 14 september 1998                           | 56,9 km²                          |            |
| Grensoverschrijdend Park Ai-Ais/Richtersveld Nationaal park Richtersveld (Zuid-Afrika) Ai-Ais Hot Springs Game Park (Namibië) | Noord-Kaap            | 2003 1991 1968                              | 5.920 km² 1.624 km² 4.611 km²     |            |
| Nationaal park Augrabies | Noord-Kaap            | 1966                                        | 417 km²                           |            |
| Nationaal park Bergkwagga | Oost-Kaap             | 1937                                        | 284 km²                           |            |
| Nationaal park Bontebok | West-Kaap             | 1931                                        | 27,9 km²                          |            |
| Nationaal park Golden Gate Hoogland                                                                                           | Vrijstaat             | 1963                                        | 116 km²                           |            |
| Nationaal park Kamdeboo | Oost-Kaap             | 30 oktober 2005 1979 (Karoo Nature Reserve) | 194 km²                           |            |
| Nationaal park Karoo | West-Kaap             | 1979                                        | 831 km²                           |            |
| Kgalagadi Transfrontier Park Nationaal park Kalahari Gemsbok (Zuid-Afrika) Nationaal park Gemsbok (Botswana)                  | Noord-Kaap            | 12 mei 2000 31 juli 1931 (onbekend)         | 33.551 km² 9.591 km² 28.000 km²   |            |
| Nationaal park Kruger | Limpopo & Mpumalanga  | 31 mei 1926                                 | 19.623 km²                        |            |
| Nationaal park Mapungubwe | Limpopo               | 1995                                        | 53,6 km²                          |            |
| Nationaal park Marakele | Limpopo               | 11 februari 1994                            | 507 km²                           |            |
| Nationaal park Meerkat | Noord-Kaap            | 27 maart 2020                               | 1.452,45 km²                      |            |
| Nationaal park Mokala | Noord-Kaap            | 19 juni 2007                                | 196 km²                           |            |
| Nationaal park Namakwa | Noord-Kaap            | 1999                                        | 1.350 km²                         |            |
| Nationaal park Tafelberg | West-Kaap             | 19 mei 1998                                 | 243 km²                           |            |
| Nationaal park Tankwa Karoo                                                                                                   | Noord-Kaap            | 19 mei 1986                                 | 1.216 km²                         |            |
| Nationaal park Tuinroete Nationaal park Tsitsikamma Nationaal park Wilderness Nationale merengebied Knysna                    | Oost-Kaap & West-Kaap | 6 maart 2009 1964 1985                      | 1.210 km² 639 km² 106 km² 150 km² |            |
| Nationaal park Weskus | West-Kaap             | 1985                                        | 363 km²                           |            |

Addo Elephant ·
Agulhas ·
Ai-Ais/Richtersveld ·
Augrabies ·
Bergkwagga/Mountain Zebra ·
Bontebok ·
Tuinroete ·
Golden Gate Hoogland ·
Kamdeboo ·
Karoo ·
Kgalagadi ·
Kruger ·
Mapungubwe ·
Marakele ·
Meerkat ·
Mokala ·
Namakwa ·
Tafelberg ·
Tankwa Karoo ·
Weskus